# 気鳴楽器

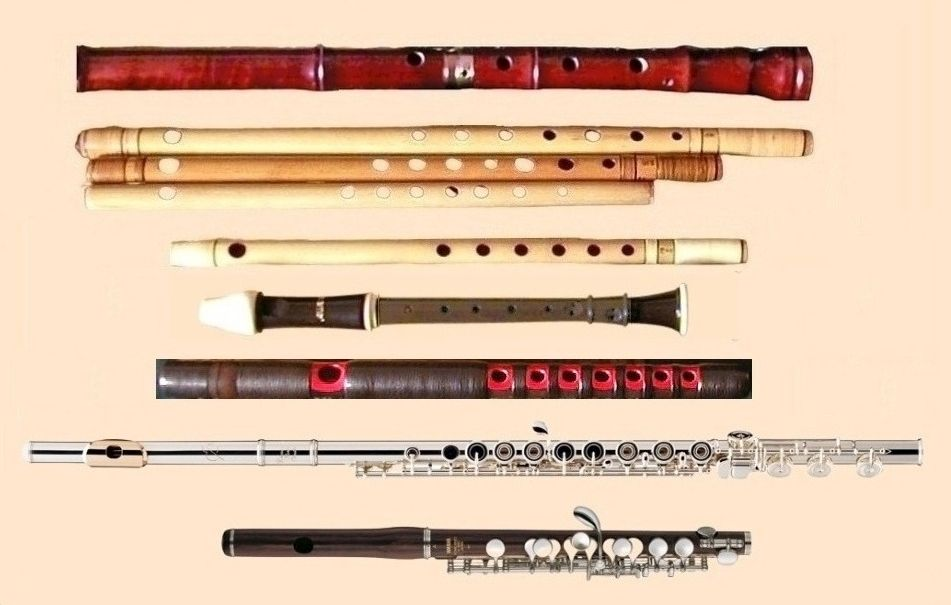
笛は気鳴楽器である。

気鳴楽器（きめいがっき、英: Aerophone）は、主に空気の塊を振動させることによって音を出す楽器である。弦（弦鳴楽器）あるいは膜（膜鳴楽器）は使用することなく、楽器自身の振動（体鳴楽器）が大幅に音に加わることもない。

## 概要
気鳴楽器は、原初のザックス＝ホルンボステル分類における4つの主要な体系の1つである。気鳴楽器はさらに振動している空気が楽器内部に含まれているかどうかによって分類される。1つ目のクラス（41）には、演奏された時に、振動している空気を包含しない楽器が含まれる。うなり木が一例である。これらは「自由気鳴楽器」と呼ばれる。このクラスにはハーモニカといった自由簧楽器（412.13）が含まれるが、サイレンや鞭といった、多くの人によって吹奏楽器（管楽器）と全く呼ばれそうにない多くの楽器も含まれる。2つ目のクラス（42）には、演奏された時に振動している空気を包含する楽器が含まれる。このクラスは一般的に管楽器と呼ばれるほぼ全ての楽器を含む — ディジュリドゥ、金管楽器（423; 例: トランペット、フレンチホルン、バリトンホルン、チューバ、トロンボーン）、木管楽器（421 & 422; 例: オーボエ、フルート、サクソフォーン、クラリネット)）等。
さらに，非常に大きな音は，共鳴空洞に向けられた，あるいは共鳴空洞の内部で起爆された爆発によって発生することがある。したがって、「風」または「空気」が蒸気または空気と燃料の混合物であるという事実にもかかわらず、カリオペ（および汽笛）やパイロフォンの内部での爆発はクラス42楽器と考えられるかもしれない。

## 歴史
アーダル・パウエルによれば、笛は数え切れないほど多くの古代文化で見られる単純な楽器である。エジプト、ギリシア、およびインドが、笛が誕生した場所として伝説的ならびに考古学的に検証可能な場所である。これらのうち、横笛は古代インドでのみ見られたのに対して、フィップル笛は3箇所全てで見出される。パウエルは、現代インドのバーンスリーは中世前期以降あまり変化していなさそうである、と述べている。

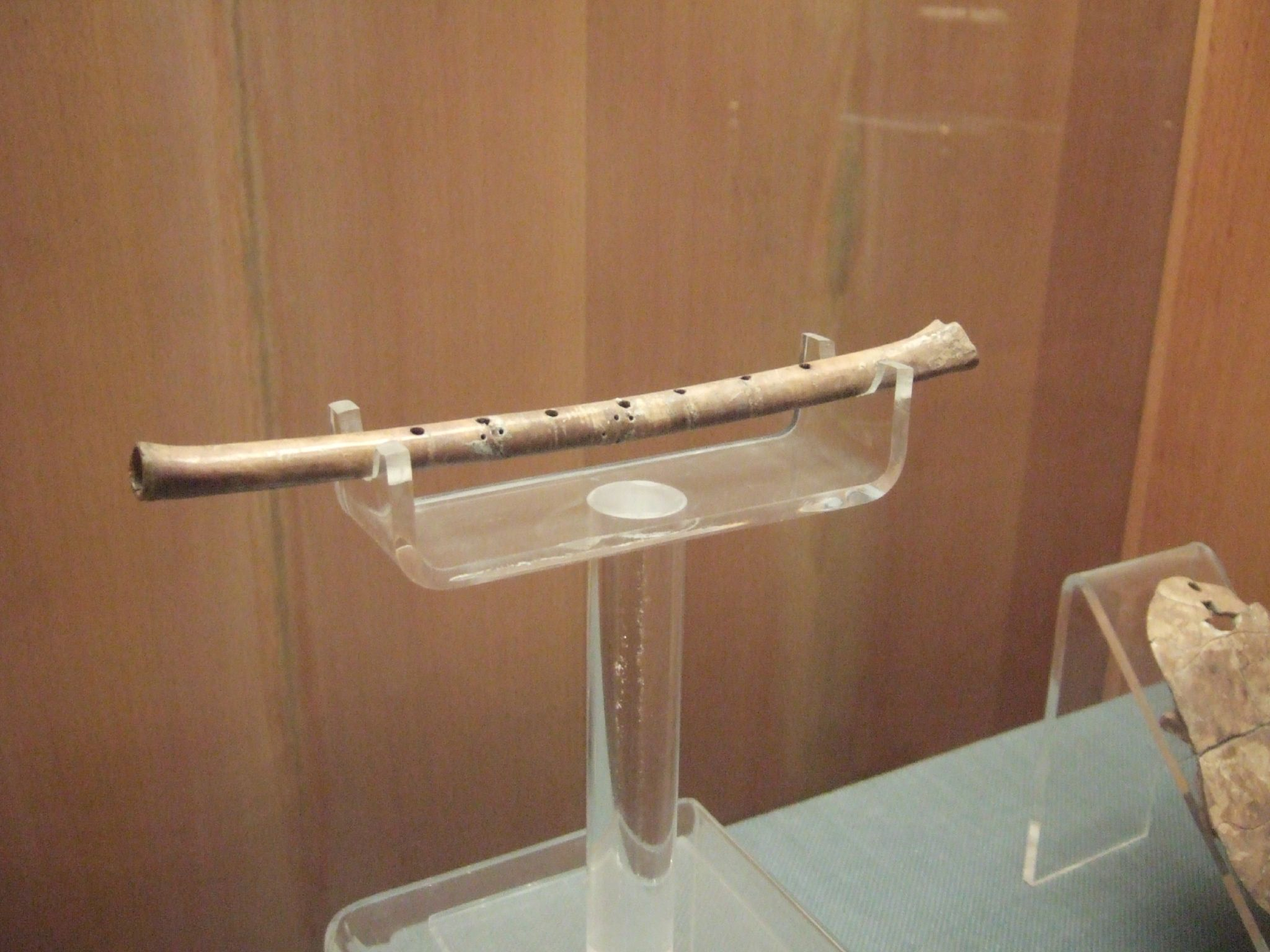
新石器時代の骨笛

気鳴楽器の起源を同定することは困難であるが、アメリカ先住民とその子孫が最も多様な気鳴楽器を作ったと考えられており、これらは原始アメリカの主要な非発声、旋律楽器であったと理解されている。考古学研究により、古代メキシコ、コロンビア、ペルーにおける球笛の例が発見され、複数の管状笛がマヤとアステカで一般的であったことが明らかにされた。巻貝の殻の気鳴楽器としての使用も、中米やペルーといった地域において広く行き渡っていたことが明らかにされている。
中国における気鳴楽器の例は新石器時代に遡ることができる。賈湖骨笛の破片が古代中国の賈湖の墓地遺跡から発見された。これらは演奏可能な楽器の最も初期の例である。この楽器は典型的にはタンチョウの翼の骨から彫られ、5つから8つの孔を持つ。この骨笛は、ほぼ正確なオクターブで音を出すのに十分な性能があり、儀式用に使用されていたと考えられている。中国の竹製の笛の例は紀元前2世紀に遡る。これらの笛は笛子あるいは単に笛と呼ばれ、典型的には旋律を演奏するための6つの孔を持っていた。
有名なバーンスリーを含む笛は、紀元前15世紀からインド古典音楽の欠かせない存在となっている。ヒンドゥー教の主要な神であるクリシュナは、笛と結びついている。一部の初期の笛は脛骨で作られていた。また、笛は常にインドの文化や神話に欠かせないものであり、紀元前1500年頃のインドの文献には横笛についての曖昧な言及があることから、横笛の起源はインドにあるとするいくつかの説が存在する。

## 種類

### 自由気鳴楽器
自由気鳴楽器は、振動している空気が楽器自身によって包み込まれていない楽器である。

#### 側逸奏気鳴楽器
気流が鋭い縁に接触する、あるいは鋭い縁が空気中を移動する。

#### 中断層気鳴楽器
気流が周期的に中断される。

#### 破裂奏気鳴楽器
破裂奏気鳴楽器は、空気の単一の圧縮と開放によって引き起こされる震動によって音を出す。破裂奏気鳴楽器の一例が「scraper flute」である。これは、リッジあるいは鋸歯状の縁付きの管を持ち、棒を付かって擦ることで音を出すことができる。

### 非自由気鳴楽器
非自由気鳴楽器は、振動している空気が楽器内部に含有されている楽器である。吹奏楽器と呼ばれることが多く、典型的には木管と金管の2つのカテゴリーに分かれる。吹奏楽器は、その材質によって分類されないことが広く受け入れられている。木管楽器は必ずしも木製である必要はなく、金管楽器も金属製である必要はない。木管楽器は木、金属、ガラス、象牙で作られることが多く、フルート、オーボエ、ファゴット、クラリネット、リコーダー、サクソフォーンなどが例として挙げられる。金管楽器は銀、銅、象牙、角、木で作られることが多い。例として、トランペット、コルネット、ホルン、トロンボーン、チューバなどがある。

#### 笛
笛は気鳴楽器の一種である。一例にユーナックフルート（ミルリトンとも呼ばれる）がある。笛は、開口部（大抵は鋭い縁を持つ）を横切る空気の流れから音を出す気鳴楽器るいは無簧吹奏楽器である。ホルンボステル＝ザックスの楽器分類に従えば、笛は稜吹き気鳴楽器として分類される。声は別として、知られている最も初期の楽器である。およそ4万3千年から3万4千年 前に遡る数多くの笛がドイツのシュウェービッシェアルプ地方で発見されている。これらの笛は、ヨーロッパに現生人類が存在していた初期の時代から、音楽の伝統が発達していたことを実証している。

笛の例
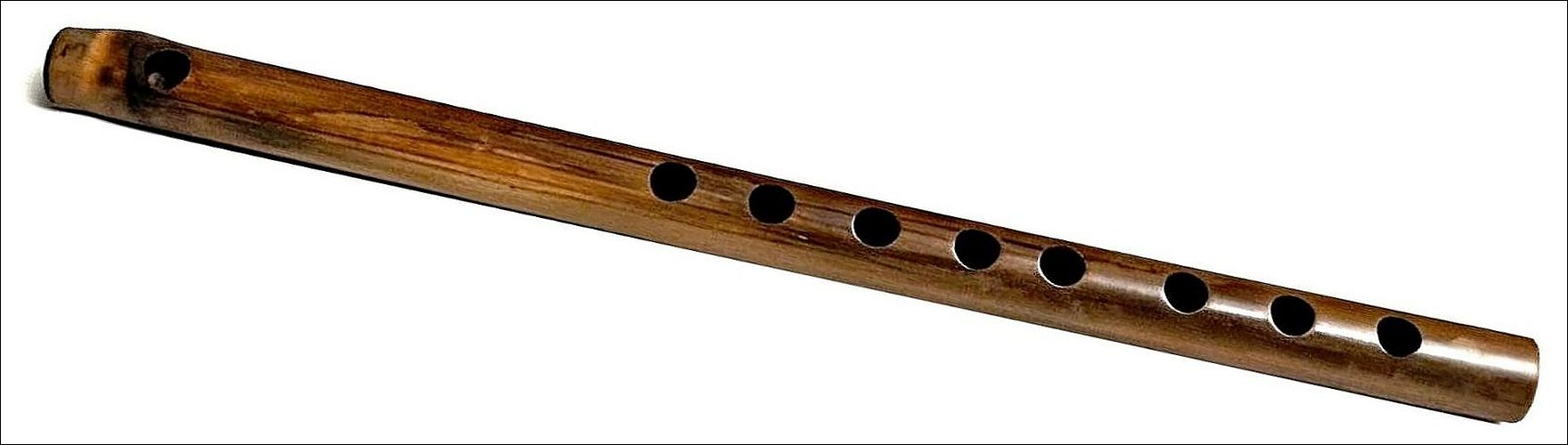
カルナータカ（英語版）の8孔竹製笛
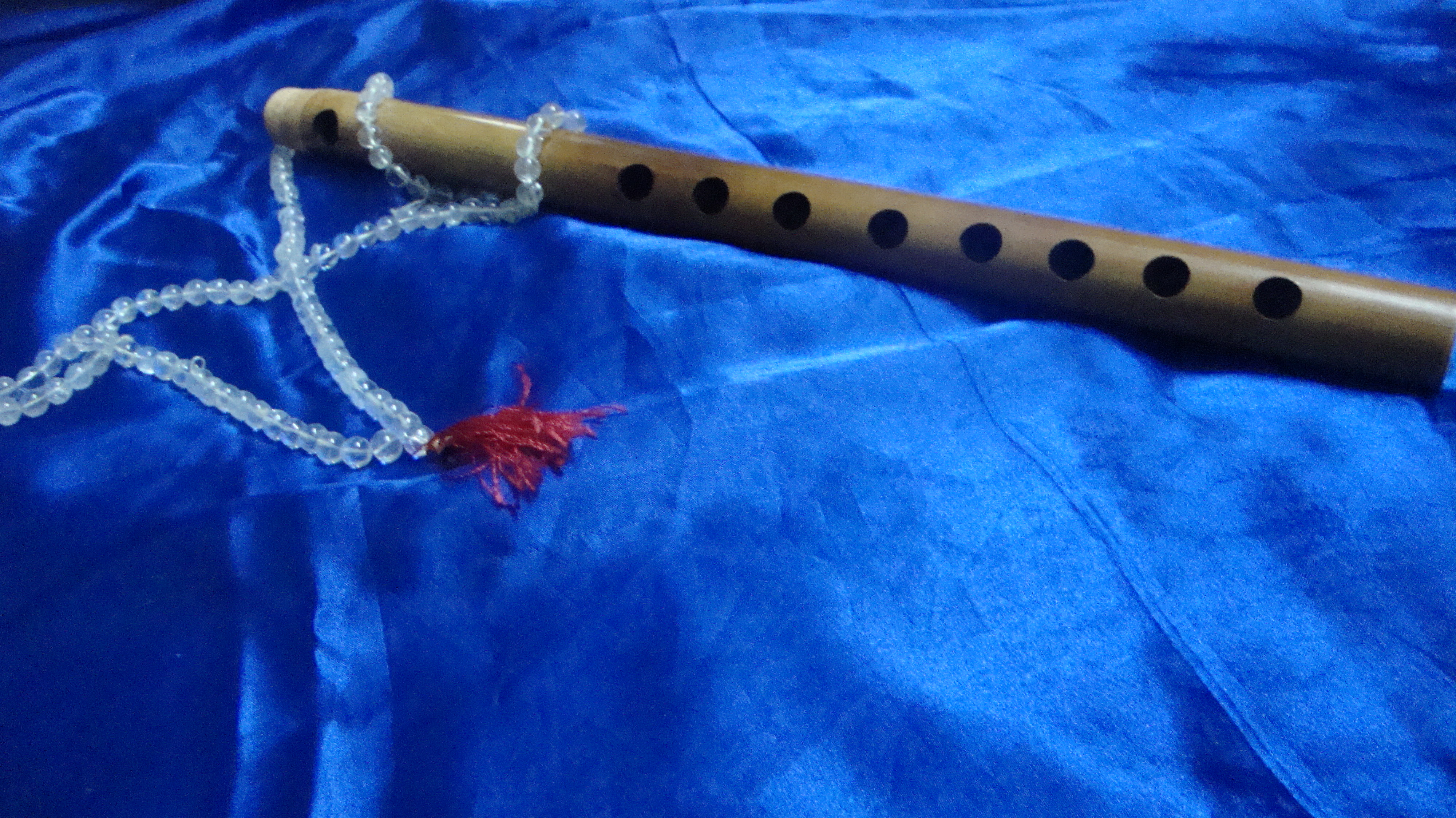
インドの古典的な8孔の竹笛。
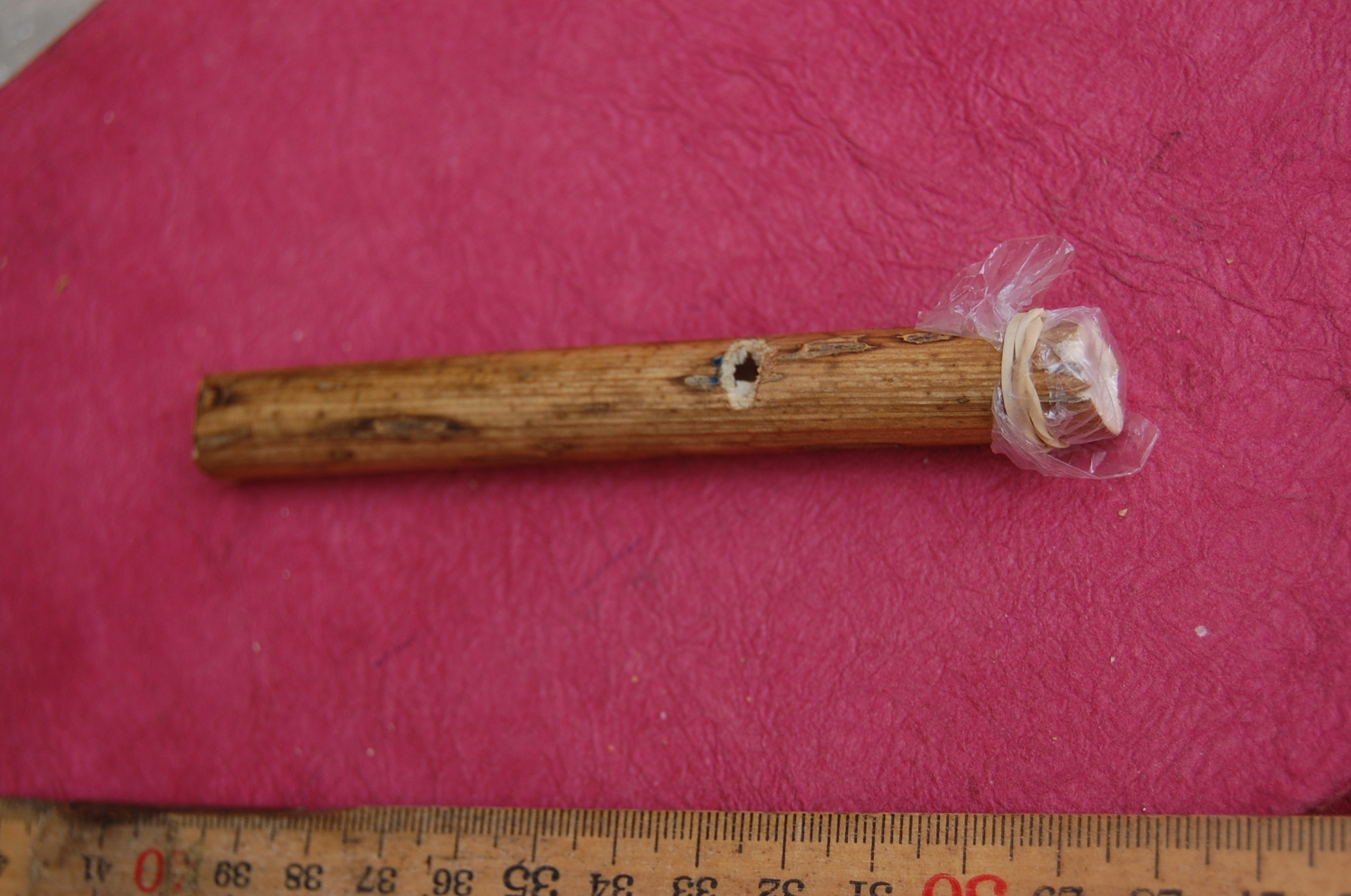
ユーナックフルートの例

#### リード（簧）
有簧（リード）気鳴楽器は、一枚の薄板または一対の薄板に対して向けられた奏者の息によって音を出す楽器である。薄板は気流を周期的に遮断し、空気の運動を引き起こす。有簧気鳴楽器はさらに2つの異なるカテゴリー、単簧（シングルリード）および複簧（ダブルリード）楽器に細かく分けることができる。前者はクラリネット族およびサクソフォーン族を含み、後者の例はオーボエ族およびファゴット族である。

有簧気鳴楽器の例
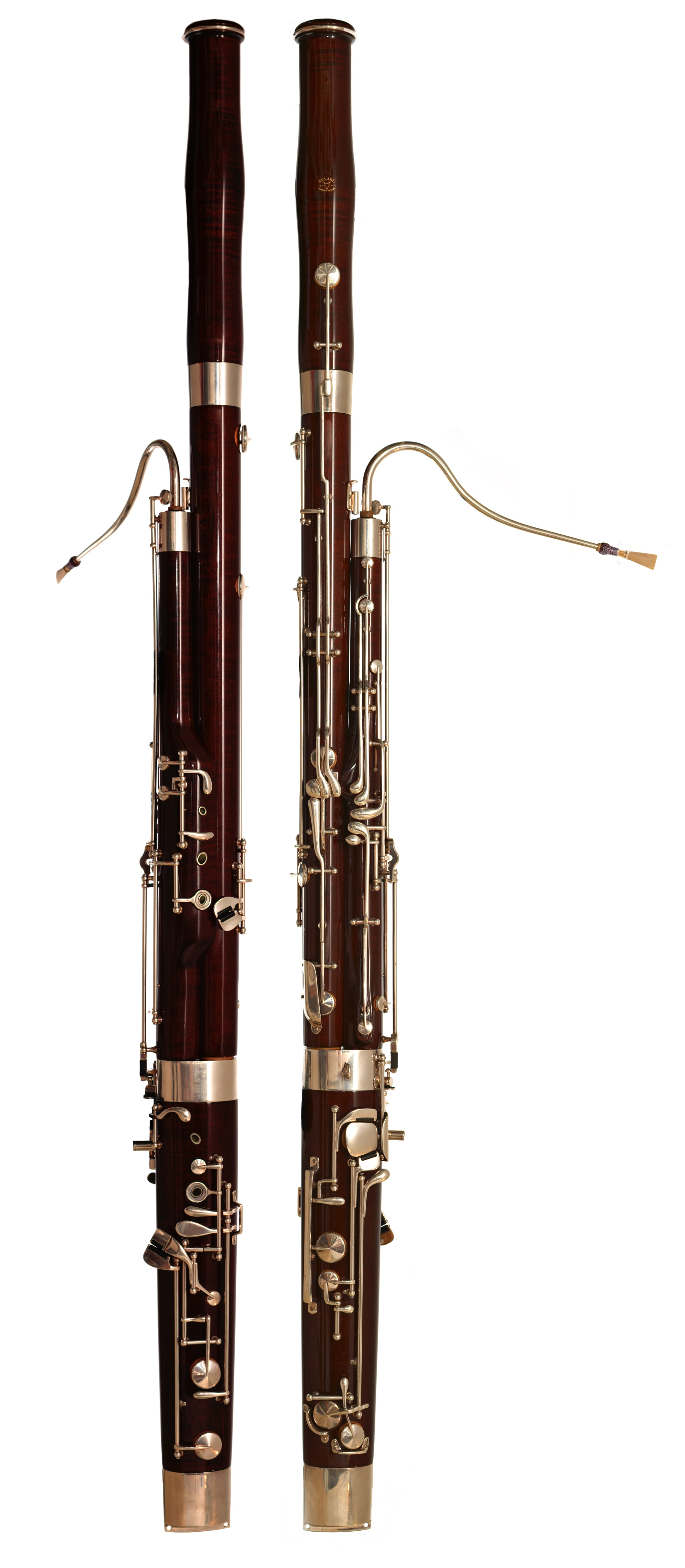
ファゴット
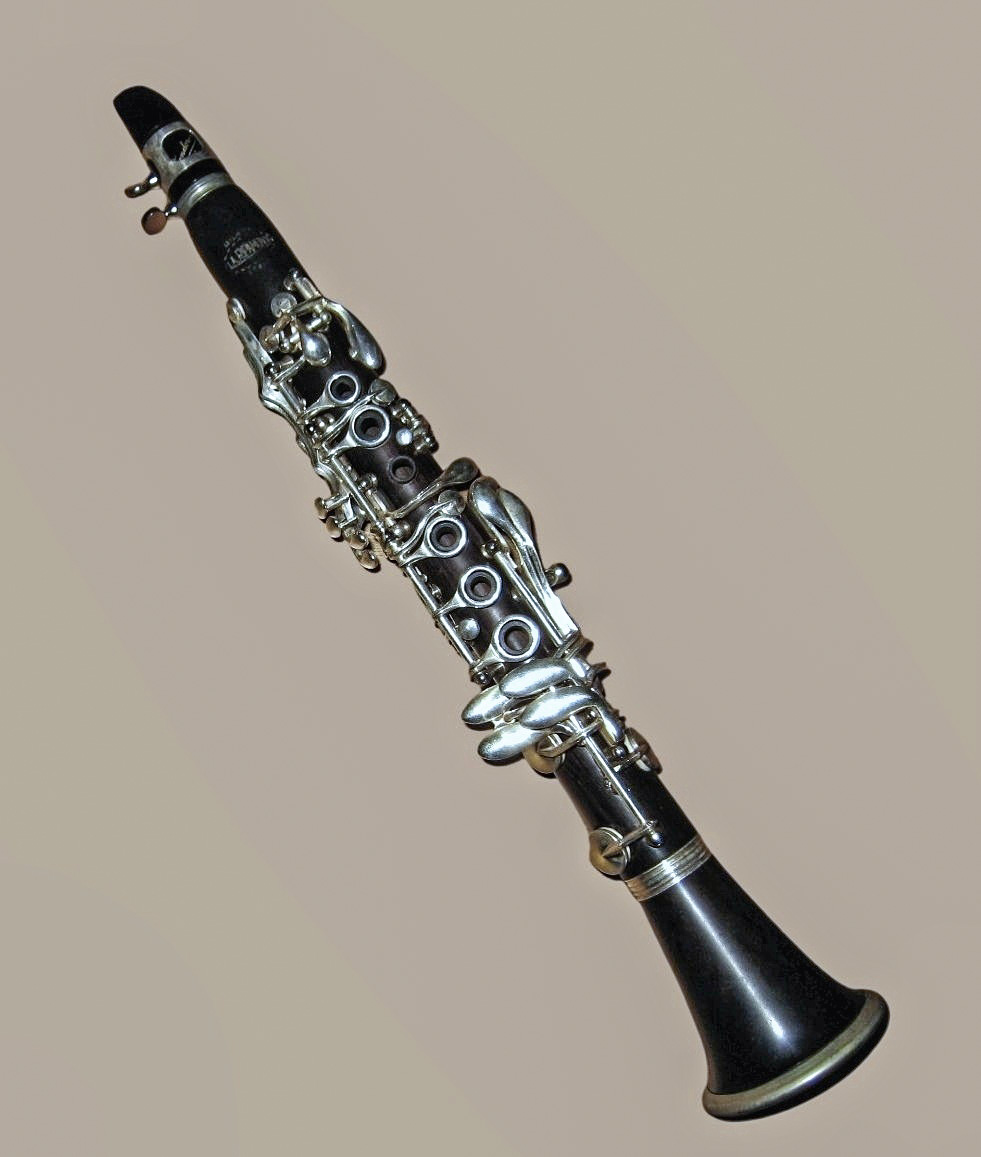
A♭クラリネット（英語版）
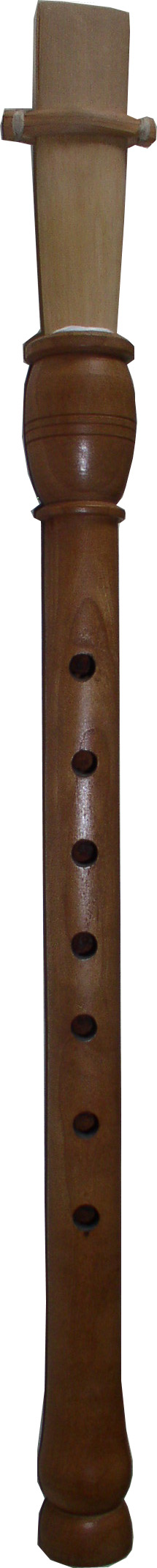
ドゥドゥク
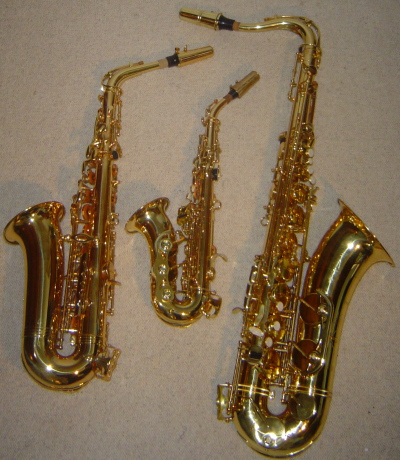
サクソフォーン族 – 左から右へ、E♭アルトサクソフォーン、湾曲型B♭ソプラノサクソフォーン、B♭テナーサクソフォーン

#### 金管楽器
金管気鳴楽器は、奏者の唇の振動と共鳴した管状の共鳴体中の空気の共鳴によって音を出す楽器である。金管楽器における異なる音高の発生に関与する要素は複数存在する。スライド、バルブ、クルック、またはキイが管の振動長を変化させるために使用され、これによって利用可能な高調波列が変化するが、奏者のアンブシュア、唇の引っ張り、および空気の流れが利用可能な高調波列から生み出される特定の高調波（倍音）を選択することができる。その他全ての気鳴楽器と異なり、金管楽器は弱音することができる。言い換えると、銃器でサイレンサーを使用するように、金管楽器の音は弱音器（ミュート）を使用することで幾分抑制することができる。プラスチック製から金属製、形状も様々な弱音器がこれらの楽器用として存在する。

金管気鳴楽器の例
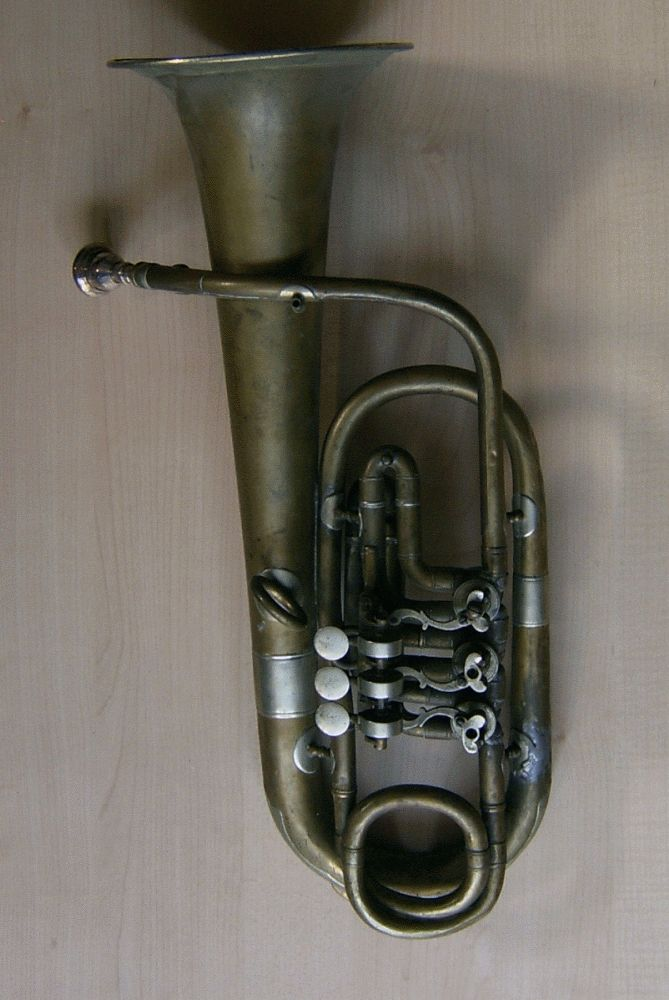
アルトホルンは金管楽器・気鳴楽器の一種である。
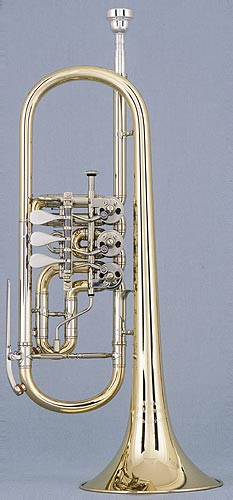
ロータリーバルブC管トランペット

## 気鳴楽器の一覧
- 鍵盤ハーモニカ
- アコーディオン
- バグパイプ
- バンドネオン
- バリトン
- ファゴット
- クラリネット
- コンサーティーナ
- コルネット
- ディジュリドゥ
- イングリッシュホルン
- ユーフォニアム
- フレンチホルン
- ハーモニカ
- オーボエ
- オカリナ
- パンフルート
- ピッコロ
- パイプオルガン
- リコーダー
- ハーモニウム
- スーザフォン
- 横笛
- トロンボーン
- トランペット
- チューバ
- ブブゼラ
- ティン・ホイッスル

## 推薦文献
- Burgh, T.W. (2006). Listening to the Artifacts: Music Culture in Ancient Palestine. Bloomsbury Academic. pp. 28–29. ISBN 978-0-567-02552-4